# Anália Rosa
Anália de Oliveira Rosa (Troviscal, Oliveira do Bairro, 28 de fevereiro de 1976) é uma maratonista portuguesa. 
Anália é também uma especialista de corta-mato, tendo já participado por nove vezes no Campeonato Mundial de Corta-Mato.
Participou na maratona do Campeonato do Mundo de Atletismo de 2007 em Osaka, Japão.
Tem como melhor marca pessoal o tempo de 2:32:56 obtido em Gotemburgo em 2006.